# Joseph Banchong Aribarg
Joseph Banchong Aribarg (* 27. Mai 1927 in Chanthaburi, Thailand; † 1. September 2012) war ein thailändischer Geistlicher und römisch-katholischer Bischof von Nakhon Sawan.

## Leben
Joseph Banchong Aribarg empfing am 22. Dezember 1956 in Rom  die Priesterweihe. Er war Rektor der Sacred Heart University und Professor an der Georgetown University.
Papst Paul VI. ernannte ihn am 24. Mai 1976 zum  Bischof von Nakhon Sawan. Die Bischofsweihe spendete ihm der Erzbischof von Bangkok, Michael Michai Kitbunchu, am 12. Juli 1976; Mitkonsekratoren waren Michel-Auguste-Marie Langer MEP, emeritierter Bischof von Nakhon Sawan, und Robert Ratna Bamrungtrakul, Bischof von Chiang Mai. Sein bischöflicher Wahlspruch war Ubi caritas et amor Deus ibi est („Wo die Liebe und die Güte [ist], da ist Gott“).
Er war von 1982 bis 1985 Präsident der Bischofskonferenz von Thailand.
Seinem Rücktrittsgesuch wurde am 5. November 1998 durch Johannes Paul II. stattgegeben. 